# Philip P. Green
Philip Palmer Green (* 5. Juli 1950 in Durham, North Carolina) ist ein US-amerikanischer Mathematiker und Genetiker an der University of Washington in Seattle, Washington.

## Leben
Green erwarb 1972 an der Harvard University in Cambridge, Massachusetts, einen Bachelor und 1976 an der University of California at Berkeley einen Ph.D. in Mathematik. Er erhielt 1976 eine Professur (Assistant Professor) für Mathematik an der Columbia University in New York City und war 1977/78 Gastmitglied am Institute for Advanced Study (IAS) in Princeton, New Jersey.
Green wandte sich dann der Biologie zu und arbeitete als Postdoktorand in der Abteilung für Pathologie der University of North Carolina at Chapel Hill, bevor er Stellen bei Collaborative Research Inc. in Waltham, Massachusetts, und in der Abteilung für Genetik der Washington University in St. Louis, Missouri, übernahm. Seit 1992 ist er an der University of Washington in Seattle, Washington. Dort ist er Professor für Genomforschung sowie für Bioengineering und Informatik. Zusätzlich forscht Green für das Howard Hughes Medical Institute.

## Wirken
Green entwickelte wichtige Computerprogramme, die die systematische und automatisierte Analyse komplexer Genome ermöglichten. Seine Berechnungs-Strategien schufen die Grundlage für die Gen-Kartierung und -Sequenzierung unter anderem des menschlichen Genoms (Humangenomprojekt). Auch konnten wichtige Einblicke in die genetische Evolution gewonnen werden. Green erkannte, dass nur ein kleiner Teil der Gene sich hinreichend langsam entwickelt, damit sich ausreichend ähnliche Sequenzen erhalten, um bei phylogenetisch entfernten Organismen als verwandt erkannt werden zu können (Homologie). Green gehörte zu den Ersten, die erkannten, dass die Zahl menschlicher Gene erheblich niedriger liegen muss als die bis dahin geschätzte Zahl von 100.000.

## Auszeichnungen (Auswahl)
- 2001 Mitgliedschaft in der National Academy of Sciences
- 2002 Gairdner Foundation International Award[2]
- 2005 Fellow der American Association for the Advancement of Science[3]

## Schriften (Auswahl)
- A. F. Neuwald, P. Green: Detecting patterns in protein sequences. J. Mol. Biol. 1994 239:698-712.
- P. Green: Ancient conserved regions in gene sequences. Curr. Opin. Struct. Biol. 1995 4:404-412.
- B. Ewing, P. Green: Basecalling of automated sequencer traces using Phred. II. Error probabilities. Genome Res. 1998 8:186-194.
- P. Green, E. Koonin: Genomes and evolution: glimpses of an emerging synthesis. Curr. Opin. Genet. Dev. 1999 9: 621-623.
- B. Ewing, P. Green: Analysis of expressed sequence tags indicates 35,000 human genes. Nature Genetics 2000 25: 232-234.